# فريدريك هاسلكويست
فريدريك هاسلكويست (بالسويدية: Fredrik Hasselquist)‏ هو عالم نبات سويدي. ولد يوم السبت 3 كانون الثاني 1722 في تورنفالا (باللاتينية: Toernevalla) في السويد. غادر في يوم الخميس 7 آب 1749 السويد بالباخرة قادما إلى تركيا ومن هناك بدأ يبحث ويدون ملاحظاته عن الطبيعة وزار سوريا (بلاد الشام) و مصر.
ترك ملاحظاته العلمية التي دونها في رحلته هذه وعن فلسطين و نشرت بهذا العنوان في السويد
(باللاتينية: Iter Palestinum eller Resa til Heliga Landet, 1749-1752)
رجع إلى تركيا وتوفي هناك مريضا يوم الأربعاء 9 شباط 1752. دفن في مدينة إزمير.[بحاجة لمصدر]